# 2-й батальон шуцманшафта
2-й литовский батальон шуцманшафта (нем. 2 Lithuanische Schutzmannschaftsbataillon) — литовское коллаборационистское военизированное формирование времён Второй мировой войны, сотрудничавшее с немецкими оккупационными властями.

## История
Образован 28 июня 1941 в Вильнюсе под командованием немецкого офицера капитана Орта и его литовского коллеги майора Антанаса Импулявичюса. В августе — сентябре 1941 года члены 2-го батальона шуцманшафта сопровождали задержанных евреев в Понары на казнь. По состоянию на 6 октября 1941 состоял из 23 офицеров и 464 солдат. В ноябре 1941 года подразделение переведено в Люблин. Был направлен в оккупированную Белоруссию в район Минск-Борисов-Слуцк для борьбы с партизанами. Печально прославился массовыми убийствами мирных граждан, а также физической ликвидацией почти всего еврейского населения района. В марте 1942 года передислоцирован в Польшу, где занимался охраной концлагеря Майданек. Расформирован в апреле 1942 года, после чего литовские полицейские были распределены по подразделениям СС (преимущественно охраняя лагеря военнопленных в районе Люблина). Часть литовцев отправлена на военные курсы или в гарнизон концлагеря Травники.
Батальон восстановлен в начале 1943 года. В феврале-марте вместе с немецкими частями, латышскими полицейскими частями и 50-м украинским батальоном шуцманшафта участвовал в операции «Зимнее волшебство» на границе Латвии и Белоруссии, после чего вернулся в Вильнюс. В апреле 1943 года участвовал в карательных операциях против партизан в Себежском и Опочецком районах Псковской области. Жертвами коллаборационистов стал 261 мирный житель. Участвовал в антипартизанских операциях в окрестностях Швенчёниса. В июле 1944 года направлен на комплектацию 1-го литовского полицейского полка (нем. Litauisches-Polizei-Regiment 1). В октябре 1944 года расформирован: находился на момент расформирования в Данциге, где скрывались все литовские батальоны шуцманшафта, разбитые во время советского наступления в Белоруссии.